# 保寿桥
保寿桥（桥又作“硚”），前身为玉麟桥，又名“裕麟桥”，是一座位于中华人民共和国湖北省武汉市硚口区汉正街道的古橋，为武汉市文物保护单位。现为汉口地区现存最古老的石桥。

## 简介

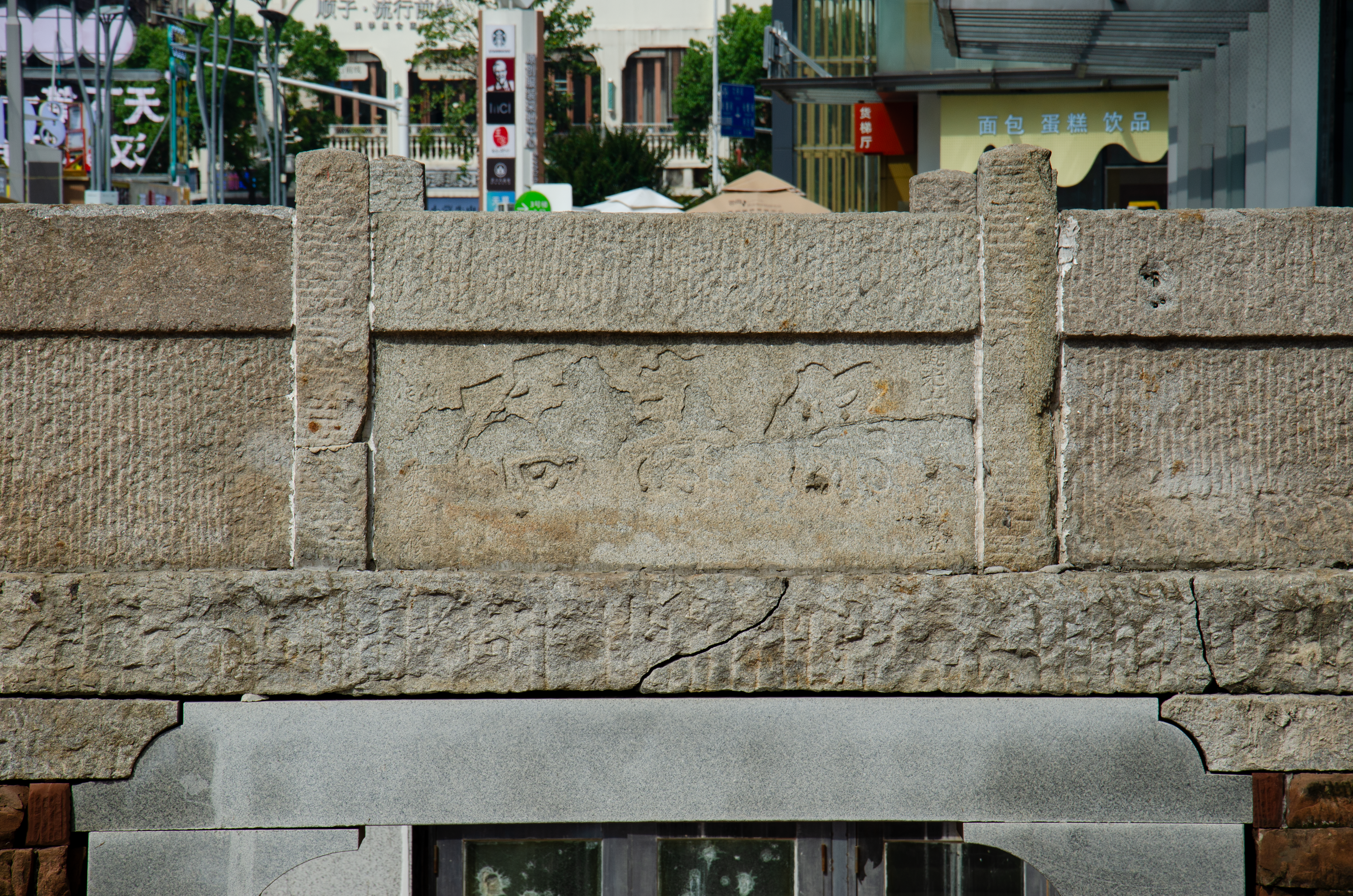
铭文所在的桥栏板

保寿桥原在汉口长堤街保寿巷，最早时桥梁横跨玉带河，是汉口市区现存历史最悠久的石桥。桥洞为单券，桥梁由青石板铺砌，长一丈八尺，宽一丈两尺，兩側有石栏，石栏可分为三个部分：长方形石望柱、长方形石桥栏板、近似三角形的抱鼓石。石板朝水一面刻有阴刻铭文。

——橋梁一側文刻

## 历史

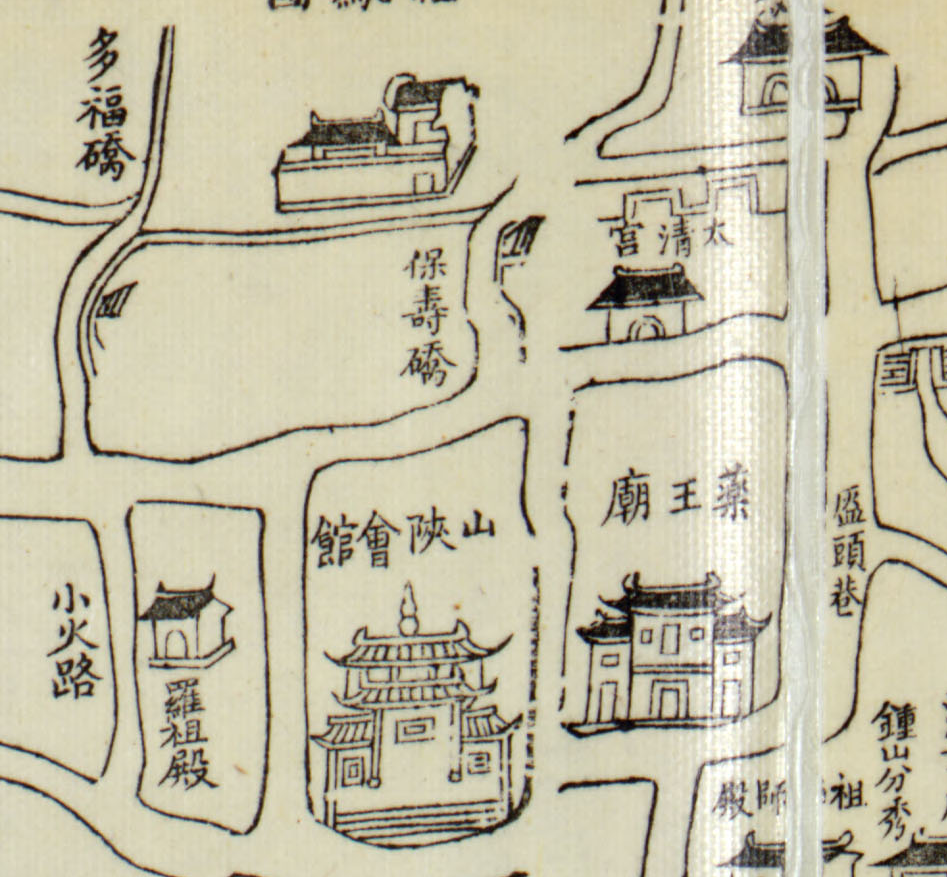
古地图上的山陕会馆与保寿桥

### 前身
桥梁的前身为玉带河上的玉麟桥，该桥最早建于清朝康熙初年（1662年左右）。
古时汉口地理为面对长江背对后湖的格局，夏季每遇大雨便成汪洋一片，是而明末修筑起了袁公堤（今长堤街）与内濠（玉带河）。此后，虽然高筑的堤坝一定程度上阻挡住了后湖的水患，但是玉带河南北居民又苦于河水阻隔。因此随着历史的发展，玉带河上逐渐出现了一些木桥用以渡河通行，诸如六渡桥以及玉麟桥。

### 建立

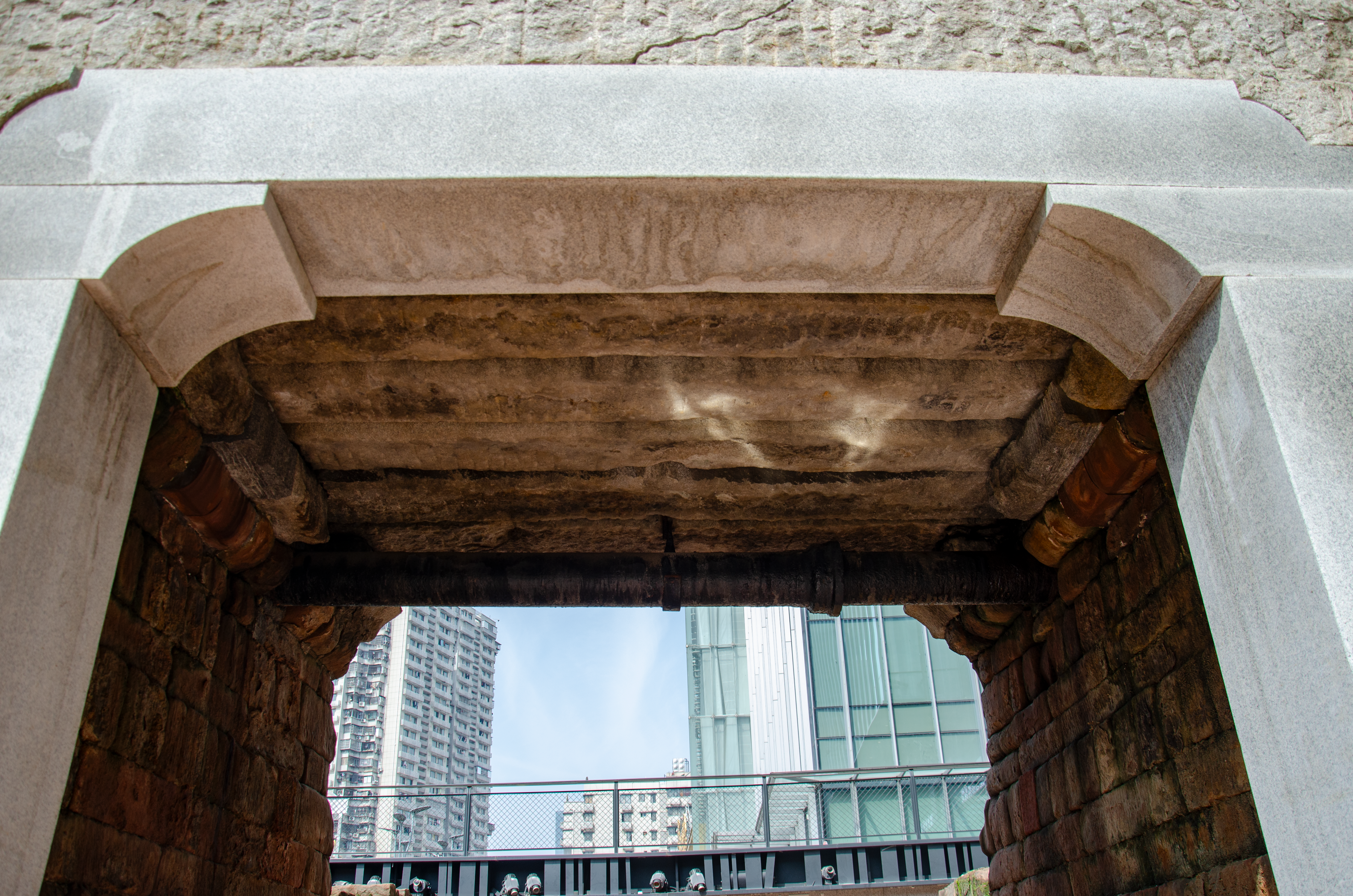
桥梁底部

道光十四年（1834年），山西和陕西的商人为方便民众过河，在汉口山陕西会馆背后修建东西两座石桥，东桥称延寿桥，西桥称保寿桥，其中保寿桥正对山陕西会馆的后门。

——《漢口山陝西會館志·后堤外保寿延寿二桥合记》

### 湮沒
进入近代，同治三年（1864年）汉口修起了汉口城垣，此后张之洞又在玉带河之外修起京汉铁路，城垣又改筑为后城马路（今中山大道），汉口逐渐成为高埠。因此玉带河及袁公堤作为汉口的防洪设施机能便在此过程中逐步丧失。随着玉带河逐渐淤废，河上桥梁亦失去其作用，至1920年时，汉口玉带河上的桥梁相较于盛时已经湮没五至六成，但在彼时，保寿延寿二桥仍存在。
此后两桥附近渐成居民区，形成的巷子因桥得名“保寿巷”与“延寿巷”。据居民回忆，直到1949年时，保寿桥下仍有水存在。然至1990年时，桥梁已经成为巷道的一部分，桥栏成为了附近居民楼的房基。

### 迁移保护

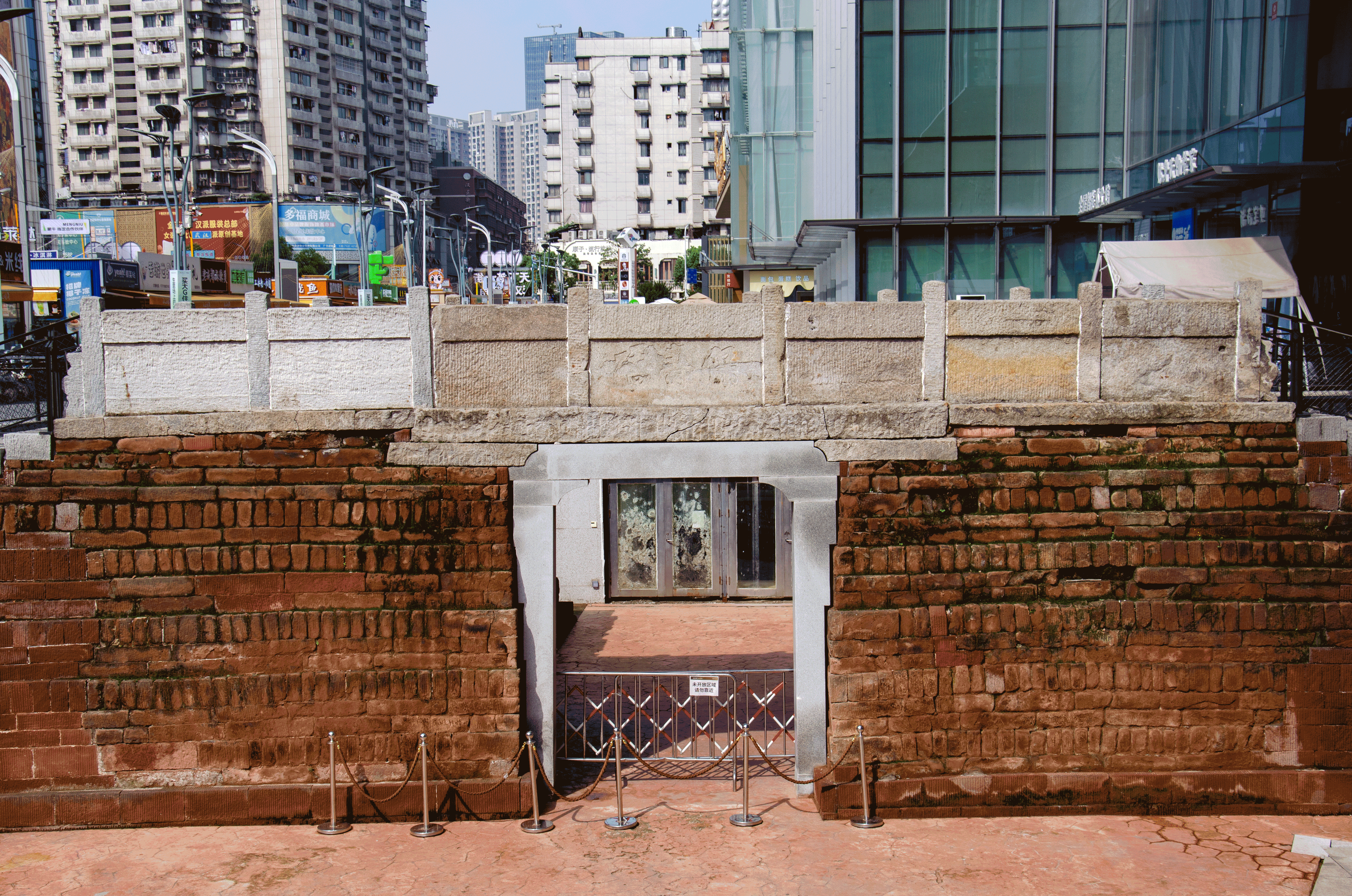
保寿桥总览

21世纪10年代，当地对中山大道银丰片区进行旧城改造。2016年，经过局部发掘，保寿桥重见天日，除了桥身之外被发掘出来的还有4至6米宽的旧玉带河河道及驳岸。同年启动保寿桥的保护工作，为避免在新建筑施工时被损伤，以“修旧如旧”的原则，采取整体平移再迁回原位的方式进行保护，并在原址建设下沉式广场。2019年8月25日桥身修复工作完成后桥梁迁回原址，以桥梁的形式连接云尚·武汉国际时尚中心的室内室外。

## 保护情况
1988年12月25日，被列为第三批武汉市文物保护单位。
其作为文物的保护范围为：东、西面至桥栏板外十米；南、北面至桥端外二十米。

## 轶闻

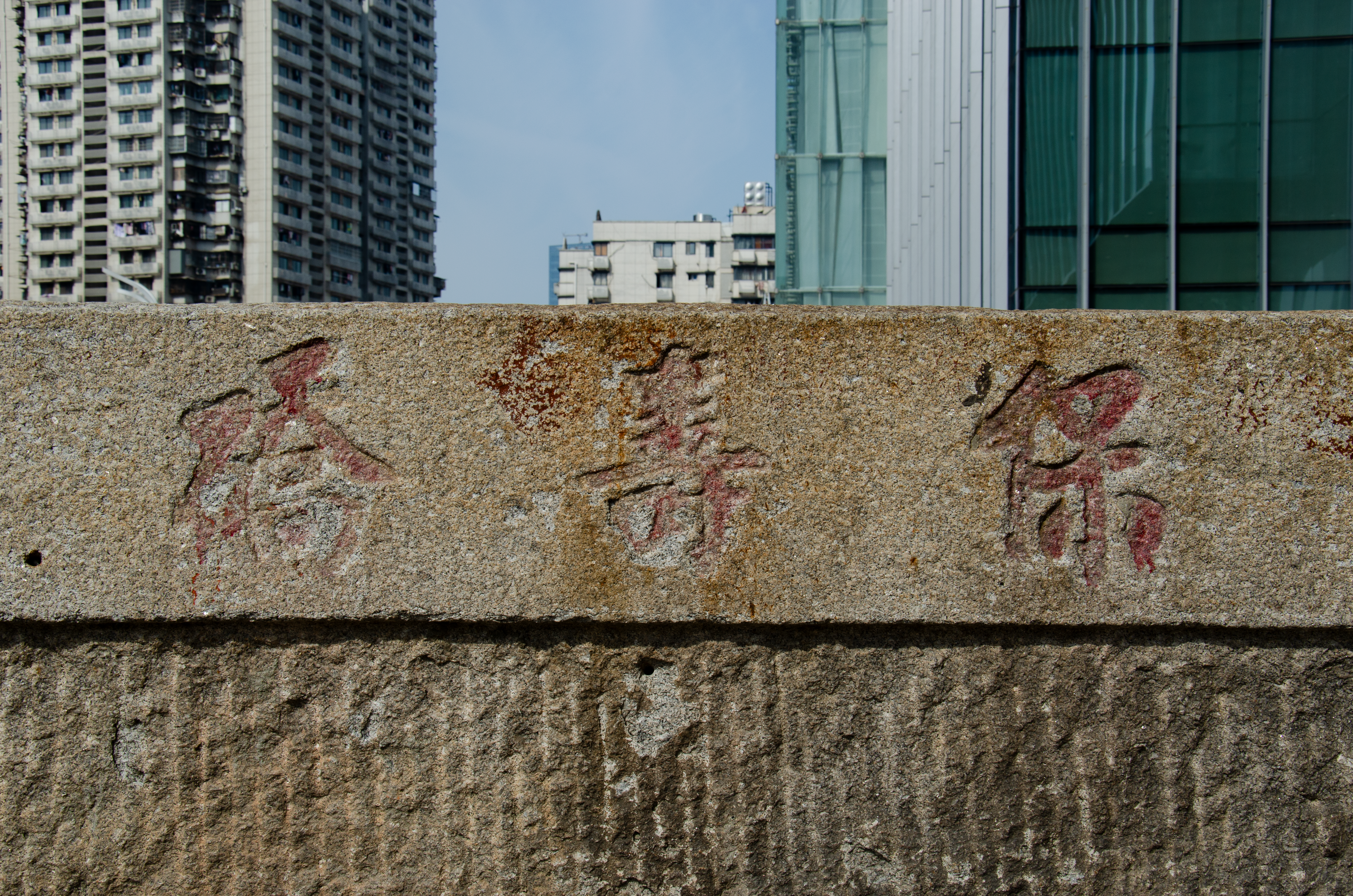
桥栏内侧桥名

### 硚口名源
有人认为保寿桥上刻着的“硚”字是硚口区的硚字之源。然早在清中期秀才叶调元《汉口竹枝词》中已有“土墙买棹弯硚口，一路乘凉到小河”一句提及硚口一词；另外在清末玉带河上除保寿桥外还有其它石桥，彼时已经演化出大、小硚口的地名。

### 黄鹤楼飘金
相传清末汉口一名叫作沈元喜的富商，其独子沈腊狗不甚聪明。沈元喜在其生日送其金叶子希望用来经商，其却在黄鹤楼上将金叶子掷洒。沈元喜死前将财富用作善事，指望在其身故后街坊寺庙能照顾沈腊狗，但沈腊狗却在其死后讹诈街坊寺庙导致无人接济，最终散尽家财，被人发现冻毙于保寿桥下。武汉年长人常用此传说教育后人要自立自强。